# گیتی (آلبوم چندآهنگه)
گیتی (کره‌ای: Universe – 겨울 스페셜 앨범, 2017، ت.ت. 'یونیورس – آلبوم ویژهٔ زمستان ۲۰۱۷') ششمین آلبوم چندآهنگه از گروه پسرانهٔ کره‌ای–چینی اکسو است که در ۲۶ دسامبر ۲۰۱۷ توسط اس‌ام انترتینمنت منتشر شد.

## انتشار
در ۱۴ دسامبر ۲۰۱۷ اعلام شد که اکسو ششمین آلبوم چندآهنگه و چهارمین آلبوم ویژهٔ زمستانی خود را با عنوان گیتی در ۲۱ دسامبر منتشر خواهد کرد. با این حال، در پی درگذشت جونگ‌هیون، عضو گروه شاینی و یکی از هنرمندان همکار با اکسو در اس‌ام انترتینمنت، انتشار آلبوم به تعویق افتاد. در نهایت، گیتی به همراه موزیک ویدئوی قطعهٔ اصلی آن با همین نام در ۲۶ دسامبر ۲۰۱۷ منتشر شد.